# Detroit Automobile Company
A Detroit Automobile Company (DAC) foi uma primitiva fábrica de automóveis estadunidense, fundada em 5 de agosto de 1899, em Detroit, Michigan e que oficialmente teve suas atividades encerradas em janeiro de 1901, sendo a primeira tentativa de Henry Ford em montar uma fábrica de veículos.

## Contexto histórico
Henry Ford mudou-se em 1891 para Detroit a fim de trabalhar para a Edison Illuminating Company, o que lhe possibilitou o aprendizado em engenharia elétrica; já em outubro do ano seguinte ele ganhou uma posição de chefia e pode realizar experimentos com motores a gasolina; com grande sigilo, em 1896 ele havia montado seu "Quadricycle", primeiro veículo que fez.
Na mesma ocasião seu chefe Alexander Dow o convida a participar de uma reunião de executivos da empresa em Manhattan Beach (Nova Iorque) e ele então aproveitou para apresentar ao próprio Thomas Alva Edison suas ideias de veículo movido a gasolina; apesar de defensor da eletricidade como força motriz, Edison o encorajou; seu superior Dow, entretanto, não queria saber da gasolina, que considerava perigosa; isto não o impediu de trabalhar em um novo veículo e cogitar na sua fabricação: em 1898 concluiu seu segundo automóvel.
Graças ao apoio do seu amigo e então prefeito de Detroit William C. Maybury, Ford foi apresentado a vários outros capitalistas da cidade e, em julho de 1899, levou o rico comerciante de madeiras William H. Murphy para um passeio de demonstração de sessenta quilômetros, ganhando assim seu primeiro suporte financeiro para a instalação de uma fábrica.

## A DAC
Graças ao financiamento de Murphy e vários de seus amigos, foi fundada a Detroit Automobile Company no dia 5 de agosto de 1899; com a função de superintendente da empresa com salário de U$ 150,00, Ford deixou seu cargo na empresa de Edison, recusando um salário prometido de U$ 158,00.
O primeiro veículo da DAC, um pequeno caminhão de entregas, foi concluído em janeiro de 1900 e foi apresentado nas ruas de Detroit com grande sucesso; mas os investidores cobravam-lhe retorno rápido para seus investimentos e exigiam por uma maior variedade de veículos, mas Ford enfrentava vários problemas de engenharia pois ele não tinha experiência na produção de mais de um carro por vez; o resultado foi que os veículos produzidos não tinham a qualidade desejada e saíam por um preço muito alto para a venda, o que contribuiu para seu rápido fim.

## Fim da companhia
Além das dificuldades iniciais, Ford foi processado pela Selden em questões de patente; seu último salário na DAC — de U$ 75,00 — fora pago em 29 de outubro de 1900.
Ao longo de sua breve existência a DAC produziu apenas uma dúzia de veículos.

## Legado
Apesar do seu fracasso, os amigos de Ford em Detroit que foram acionistas da DAC permitiram que ele continuasse a ocupar uma parte do galpão na Cass Avenue para que ele produzisse o carro que quisesse; especializado em motores, ele compreendeu que deveria então produzir um carro de corridas que lhe permitisse granjear o reconhecimento necessário para o recomeço.
Graças à vitória alcançada por seu carro esportivo, e com apoio dos antigos sócios da DAC, ele finalmente pode fundar a Henry Ford Company, já em 30 de novembro de 1901; mas o seu interesse nos carros de corrida fizeram com fosse demitido em 1902 e a empresa mudou de nome, tornando-se a Cadillac Motor Company.